# Collotheca monoceros
Collotheca monoceros är en hjuldjursart som först beskrevs av Zacharias 1912.  Collotheca monoceros ingår i släktet Collotheca och familjen Collothecidae. Inga underarter finns listade i Catalogue of Life.